# Bazordan
Bazordan település Franciaországban, Hautes-Pyrénées megyében. Lakosainak száma 109 fő (2022. január 1.). Bazordan Villemur, Balesta, Boudrac, Nizan-Gesse, Saint-Loup-en-Comminges és Monléon-Magnoac községekkel határos.

## Népesség
A település népességének változása:
| Lakosok száma | 118  | 115  | 114  | 113  | 111  | 110  | 108  | 109  | 109  |
|               | 2013 | 2015 | 2016 | 2017 | 2018 | 2019 | 2020 | 2021 | 2022 |